# Enrico Bignami

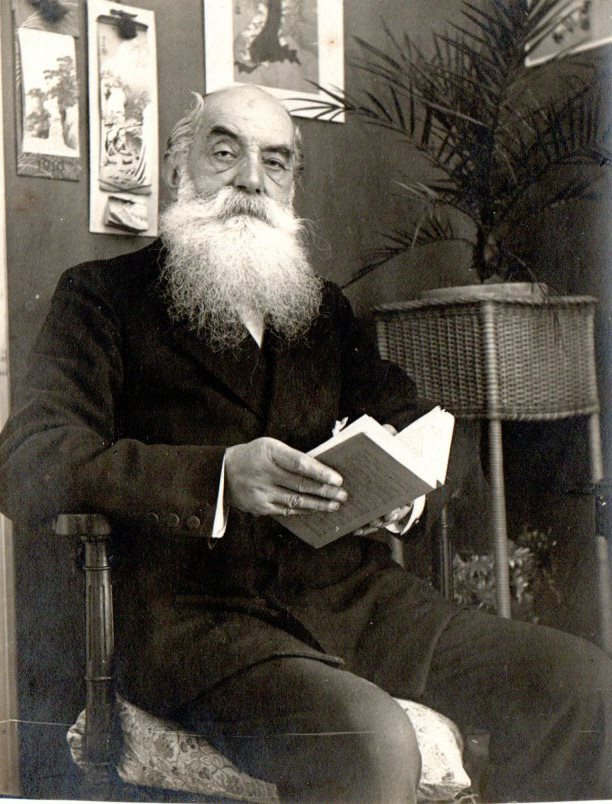
Foto di Enrico Bignami

Enrico Bignami (Lodi, 3 dicembre 1844 – Lugano, 13 ottobre 1921) è stato un giornalista e politico italiano.

## Biografia
Fondato a Lodi il giornale La plebe, si interessò agli avvenimenti in seno alla Prima Internazionale. Decisamente anti-anarchico, si avvicinò a Marx ed Engels di cui divenne corrispondente.
Nel 1876 riuscì a creare intorno a sé e ad Osvaldo Gnocchi-Viani (1837-1917) un movimento evoluzionista che si costituì in Federazione Alta Italia dell'Internazionale.
Fallito il tentativo di convertire gli anarchici al socialismo elettoralistico, strinse rapporti con le prime organizzazioni operaie milanesi e fu di stimolo alla nascita del Partito Operaio Italiano.
Iscritto poi al Partito Socialista Italiano, non fece mai attività politica ma, esiliato definitivamente a Lugano - dove si occupò professionalmente della rete del gas e di materiale elettrico -, cercò di diffondere gli ideali del pacifismo attraverso la rivista Coenobium, pubblicata a Lugano dal 1906 al 1919, alla quale collaborò tra gli altri il socialista e filosofo Giuseppe Rensi.
Come Rensi, Bignami fu membro della Massoneria e, nonostante l'accettazione dell'ordine del giorno Zibordi-Mussolini al congresso di Ancona  del Partito socialista (26-29 aprile 1914), che con quasi i tre quarti dei voti sancì l'incompatibilità tra socialismo e massoneria, in una lettera al Maestro venerabile della loggia Carlo Cattaneo di Milano scrisse: "Resterò fedele al glorioso principio della massoneria sino all'ultimo dei miei giorni - come resterò devoto al partito socialista. (...) Fu al coperto della volta stellata di un tempio che potei costituire la prima sezione Italiana dell'Internazionale; i denigratori socialisti della massoneria potrebbero ricordarsi di cento altri fatti come questi.". Fu Maestro venerabile della Loggia "Abramo Lincoln" di Lodi, appartenente al Grande Oriente d'Italia.